# Wojciech Hoffmann
Wojciech Maciej Hoffmann (ur. 1 lutego 1955 w Brzegu Dolnym) – polski gitarzysta rockowy członek m.in. zespołów: Heam, Turbo, Non Iron, Czerwone Gitary.

## Życiorys
Edukację muzyczną rozpoczął w domu kultury w Gostyniu, wówczas był zafascynowany wykonawcami z kręgu rock and rolla, m.in. Billem Haleyem. Jego pierwszym instrumentem była gitara akustyczna. Duże wrażenie zrobiły na nim pierwsze koncerty zespołu Czerwone Gitary, po których zapragnął zostać zawodowym muzykiem. W 1968 roku, gdy miał 13 lat, założył swój pierwszy zespół – Błękitni. Z kolejnym autorskim zespołem Hot Projekt w roku 1975 uczestniczył w Wielkopolskich Rytmach Młodych, gdzie poznał akustyka Andrzeja Modrzejewskiego. Dzięki jego pomocy w roku 1977 trafił do zespołu Heam, z którym zagrał swoją pierwszą dużą trasę koncertową na terenie ówczesnego Związku Radzieckiego. Pierwszego profesjonalnego nagrania Wojciech Hoffmann dokonał w roku 1978 z orkiestrą Zbyszka Górnego – grał temat z Jeziora łabędziego Czajkowskiego. Również w 1978 odbył trasę z Haliną Frąckowiak po ZSRR, zarabiał 65 rubli za koncert.
W 1980 dołączył do grupy Turbo, założonej przez basistę zespołu Heam – Henryka Tomczaka. Pierwsza płyta Turbo, zawierająca m.in. tytułowy przebój Dorosłe dzieci, ukazała się w roku 1983. Po wydaniu płyty koncertowej Alive! w roku 1988 w zespole nastąpił rozłam, w konsekwencji czego grupa Turbo rozpadła się w 1991 roku. Zespół oficjalnie reaktywował się na stałe 1 stycznia 1996.
W 1995 roku Wojciech Hoffmann podjął współpracę z Witoldem Łukaszewskim i zrealizował z nim dwie płyty. W roku 1997 przyjął propozycję współpracy z zespołem Czerwone Gitary. Występując z nim jako muzyk sesyjny, nagrał dwie płyty i koncertował w Kanadzie i USA.
Wydał trzy solowe albumy. Pierwszy z nich ukazał się w 2003 roku, była to płyta instrumentalna pt. Drzewa. Stylistyka albumu została osadzona w nurcie rocka progresywnego. Drugi album, koncert na nośniku DVD pt. Back to the Past ukazał się w 2011 roku, zaś premiera trzeciego przypadła na luty 2015. Album został zatytułowany Behind the Windows, a jego w nagraniu gościnnie wzięli udział m.in.: Grzegorz Skawiński, Leszek Cichoński i Arkadiusz Malinowski.

## Dyskografia

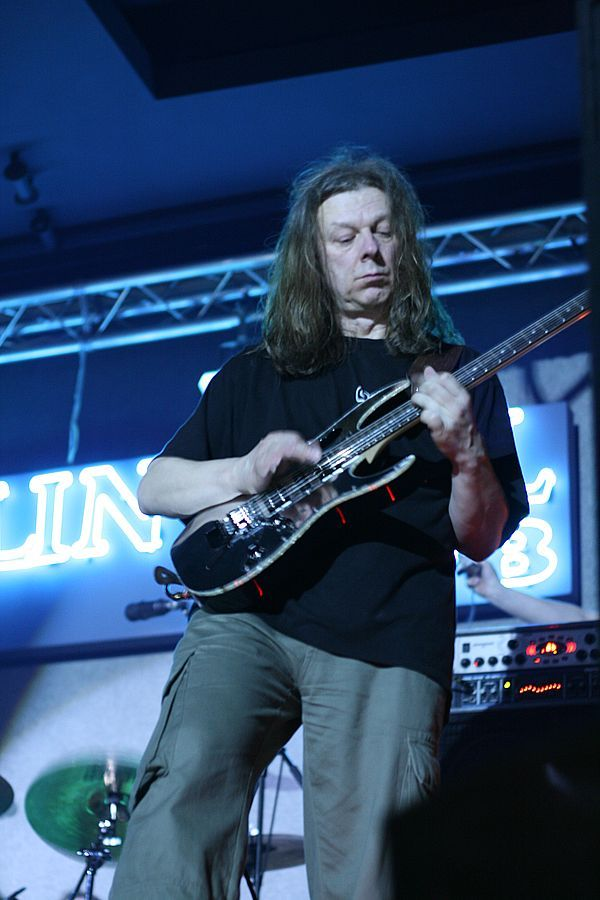
Wojciech Hoffmann podczas koncertu zespołu Turbo, Zeppelin Hall, Poznań (2007)

### Albumy solowe
- Drzewa (2003, Art Sound Studio, Pomaton EMI)
- Back to the Past (2011, DVD, Metal Mind Productions)[7]
- Behind the Windows (2015, Kubicki Entertainment)[8]

### Inne
- Gabriel Fleszar – Niespokojny (1999, Universal Music Polska)[9]
- Czerwone Gitary – …jeszcze gra muzyka (1999, Czerwone Gitary Group)[10]
- Grzegorz Kupczyk – 20012000 vol. 1 (2000, Oskar)[11]
- Gotham – Czyste intencje (2002, Oskar, gościnnie)[12]
- Grzegorz Turnau – Historia pewnej podróży (2006, Pomaton EMI, gościnnie)[13]
- Grzegorz Kupczyk – 30 lat (2012, Urbix)[14]
- Mech – ZWO (2012, Metal Mind Productions, gościnnie)[15]
- Scream Maker – Livin'n In The Past (2014, gościnnie)[16]
- Nadmiar – Nowy start (2019, Flower Records, gościnnie)[17]

## Nagrody i wyróżnienia
| Fryderyki | Fryderyki                | Fryderyki        | Fryderyki | Fryderyki |
| Rok       | Album                    | Kategoria        | Nota      |           |
| --------- | ------------------------ | ---------------- | --------- | --------- |
| 2001      | Turbo – Awatar           | album roku metal | Nominacja |           |
| 2010      | Turbo – Strażnik Światła | album roku metal | Nominacja |           |

## Filmografia
- Historia polskiego rocka: Teoria hałasu (2008, film dokumentalny, reżyseria: Leszek Gnoiński, Wojciech Słota)
- Bunkier (2000, Atomic TV, relacja z festiwalu Metalmania 1999)[potrzebny przypis]
- Niuniek (2020, KJB-ArtFilm, film dokumentalny, reżyseria: Kazimierz J. Bihun)[potrzebny przypis]